# Brănișca
Brănișca (veraltet Brănicica; deutsch Bernpfaff, ungarisch Branyicska oder Branica) ist eine Gemeinde im Kreis Hunedoara in der Region Siebenbürgen in Rumänien.

## Geographische Lage

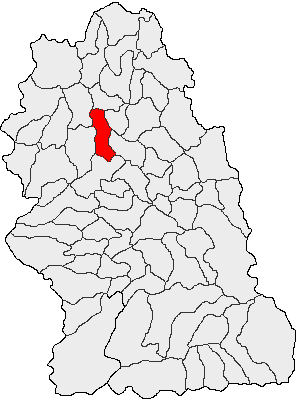
Lage der Gemeinde Brănișca im Kreis Hunedoara

Die Gemeinde Brănișca liegt südlich des Siebenbürgischen Erzgebirges (Munții Metaliferi), im historischen Stuhlbezirk Marosillye – heute Ilia – des Hunyader Komitat (Komitat Eisenmarkt). Rechts des Mureș (Mieresch) – zwei Kilometer nördlich –, an der Kreisstraße (drum județean) DJ 706A gelegen und der Bahnstrecke Arad–Alba Iulia, befindet sich der Ort etwa 15 Kilometer nordwestlich von der Kreishauptstadt Deva (Diemrich) entfernt. Die rumänische A1 verläuft seit August 2019 auf dem Areal des Ortes Brănișca.

## Geschichte
Nach Angaben von Kurt Horedt und Constantin Daicoviciu wurden auf dem Gebiet des Ortes Funde einer Siedlung, welche in die Frühbronzezeit deuten, gemacht. Brănișca wurde erstmals 1329 urkundlich erwähnt. Auf dem Gebiet der Gemeinde befinden sich mehrere Steinbrüche und Verarbeitungsanlagen für Kalkstein, Andesit und Basalt.

## Bevölkerung
Die Bevölkerung der Gemeinde entwickelte sich wie folgt:
| 1850 | 2.643 | 2.575 | -   | 4  | 64 |
| 1910 | 4.639 | 4.428 | 121 | 15 | 75 |
| 1956 | 3.472 | 3.457 | 12  | 1  | 2  |
| 1992 | 2.015 | 1.997 | 14  | 3  | 1  |
| 2011 | 1.767 | 1.677 | 18  | 2  | 70 |
| 2021 | 1.554 | 1.444 | 11  | -  | 99 |

Seit der offiziellen Erhebung von 1850 wurde auf dem Gebiet der heutigen Gemeinde die höchste Einwohnerzahl – und gleichzeitig die der Rumänen – 1910 ermittelt. Die höchste Bevölkerungszahl der Magyaren (128) wurde 1900, die der Roma 1850 und die der Rumäniendeutsche (23 [12 in Brănișca und 10 in Boz (Bosendorf)]) 1880 registriert. Des Weiteren wurden bis 1966 bei fast jeder Erhebung einer oder zwei Slowaken, 1956 zwei Ukrainer registriert.
Seit den 1940er Jahren fiel die Bevölkerungszahl stetig, sodass 2002 in der Gemeinde Brănișca nur noch 1.831 Menschen gezählt wurden. 1.816 davon waren Rumänen, 14 waren Magyaren und einer bekannte sich als Lipowaner. Bei der Volkszählung vom 31. Oktober 2011, wurden in 882 Haushalten der Gemeinde, 1.707 Menschen gezählt.
Die Hauptbeschäftigung der Bevölkerung sind die Landwirt- und die Forstwirtschaft, die Fischzucht und die Arbeiten im Steinbruch und den Verarbeitungsanlagen.

## Sehenswürdigkeiten
- Die Holzkirche Nașterea Maicii Domnului,[9] 1673 (1864 erneuert) im eingemeindeten Dorf Căbești errichtet, die Holzkirche Sf. Arhangheli,[10] im 17. Jahrhundert in Gialacuta errichtet ist am 19. März 2012 vollständig abgebrannt, die Holzkirche Sf. Gheorghe,[11] im 18. Jahrhundert in Boz errichtet, die Holzkirche Sf. Nicolae,[12] im 18. Jahrhundert in Târnava errichtet, die Holzkirche Cuvioasa Paraschiva,[13] im 18. Jahrhundert in Târnăvița  errichtet, die Holzkirche Pogorârea Sf. Duh,[14] im 19. Jahrhundert in Furcșoara errichtet und die Holzkirche Întâmpinarea Domnului,[15] im 19. Jahrhundert in Bărăștii Iliei errichtet, stehen alle unter Denkmalschutz.[16] Letztere wurde (nach unterschiedlichen Angaben) 1778[15] oder im 19. Jahrhundert errichtet.[16]
- Das Schloss vom Siebenbürgischen Fürsten Sigismund Báthory, im 16. Jahrhundert im Süden Brănișcas errichtet; hier lebte auch Georg Martinuzzi (Bruder Georg). 1698 geht das Schloss in Besitz der Adelsfamilie Jósika. Während des Bauernaufstandes von 1784 wurde das Schloss zerstört, sodass nur ein sechsseitiger Turm erhalten blieb. In dem neu errichteten Schloss (in barockem Stil) lebte auch der ungarische Romanschriftsteller Baron Nicolaus Jósika.[5] Im Schlosspark in Richtung Mureș befinden sich Statuen aus Sarmizegetusa. Das Schloss und dessen Anwesen stehen unter Denkmalschutz.[16]